# Kobaltviolett
Kobaltviolett (veraltet auch Kobaltbronze) bezeichnet violette Farbpigmente, die Salze des Metalls Cobalt sind.
Alle Arten von Kobaltviolett sind vollkommen lichtecht und von überragender Farbreinheit.
Staub von Kobaltsalzen ist krebserregend, wenn er eingeatmet wird, ansonsten sind die heute verwendeten, Arsen-freien Kobaltviolett-Pigmente vergleichsweise harmlos.
Als Bezeichnung für Malerfarben umfasst der Begriff auch mit synthetischen Farbmitteln imitierte Farben.

## Kobaltviolett dunkel
Dunkles Kobaltviolett ist chemisch Cobalt(II)-phosphat, Co3(PO4)2. Es wurde 1859 entdeckt und ist bis heute in Gebrauch. Es ist nicht alkalibeständig, sonst aber das leistungsfähigste und intensivste Violett-Pigment.
Der Farbton ist nach DIN 6164 etwa 11,5:2:2.

## Kobaltviolett hell
Helles Kobaltviolett (früher auch Kobaltrosa), dessen Farbton schon eher ein bläuliches Rosa ist, war ursprünglich Cobaltarsenat, Co3(AsO4)2, als Mineral Erythrin, und wurde um 1800 entdeckt. Es war eines der giftigsten Pigmente. Daher wurde es zunehmend durch andere Kobaltsalze ähnlichen Farbtons ersetzt. Dazu zählen Ammoniumcobaltphosphat, CoNH4PO4, und in neuerer Zeit Cobaltlithiumphosphat, CoLiPO4.
Der Farbton ist nach DIN 6164 etwa 12:4:3.